# Duas Igrejas (Penafiel)
Duas Igrejas é uma povoação portuguesa sede da Freguesia de Duas Igrejas do Município de Penafiel, freguesia com 8,10 km² de área e 2255 habitantes (censo de 2021), tendo, por isso, uma densidade populacional de 278,4 hab./km².
A freguesia de Duas Igrejas fica situada a oriente da cidade de Penafiel, apenas a 3 km. Tem como padroeiro Santo Adrião. Até aos meados do século XIX, era conhecida por Canas de Duas Igrejas. No passado, teve um estatuto de Reitoria da apresentação da Mitra e Comenda da Ordem de Cristo.
O acontecimento festivo mais importante é a festa de Nossa Senhora do Rosário, que se realiza todos os anos, no primeiro domingo de Outubro, e é também denominada por “Festa da Sopa Seca”. É seguido da "Festa de São Pedro", que se realiza no dia 29 de Junho.
Nesta freguesia, é possível saborear uma sobremesa tradicional portuguesa, chamada de "Sobremesa dos pobres", que nos remete para uma riqueza de paladar e aromas. É um doce à base de pão de trigo velho, com água adocicada com açúcar e aromatizada com especiarias. Por forma a manter o seu sabor original deve ser confeccionada em forno a lenha e saboreada ainda morna. Tradicionalmente, é acompanhada de vinho doce.

## Demografia
A população registada nos censos foi:
| Distribuição da População por Grupos Etários | Distribuição da População por Grupos Etários | Distribuição da População por Grupos Etários | Distribuição da População por Grupos Etários | Distribuição da População por Grupos Etários |
| -------------------------------------------- | -------------------------------------------- | -------------------------------------------- | -------------------------------------------- | -------------------------------------------- |
| Ano                                          | 0-14 Anos                                    | 15-24 Anos                                   | 25-64 Anos                                   | > 65 Anos                                    |
| 2001                                         | 629                                          | 444                                          | 1219                                         | 203                                          |
| 2011                                         | 485                                          | 371                                          | 1313                                         | 257                                          |
| 2021                                         | 316                                          | 315                                          | 1284                                         | 340                                          |